# Alan Curbishley
Llewellyn Charles Curbishley (né le 8 novembre 1957 à Forest Gate, Londres),  plus connu sous le nom d'Alan Curbishley, était joueur de football professionnel.  Il était l'entraîneur de West Ham United avant son départ en septembre 2008.

## Biographie
Sa carrière commence quand il rejoint l'équipe de West Ham United en 1973 comme apprenti.  Il devient joueur professionnel en 1975.  Quatre ans plus tard, il rejoint Birmingham City, où il reste quatre ans avant de partir pour Aston Villa.
En 1984, Curbishley part à Charlton Athletic, puis passe trois ans à Brighton & Hove Albion.
Sa carrière prend une nouvelle dimension lorsqu'il est nommé joueur/entraîneur de Charlton Athletic en 1990.
En décembre 2006, il est nommé entraîneur de West Ham United, après le départ d'Alan Pardew. Il quitte le club londonien en septembre 2008.